# Wothorpe
Wothorpe är en civil parish i Storbritannien.   Den ligger i kommunen City of Peterborough i riksdelen England, i den sydöstra delen av landet, 130 km norr om huvudstaden London. Antalet invånare är 226.